# Jules-Henri Watrin
Jules-Henri Watrin, francoski general, * 1879, † 1970.